# 德勒戈泰什蒂鄉 (戈爾日縣)
德勒戈泰什蒂鄉（羅馬尼亞語：Drăgotești）是羅馬尼亞的鄉份，位於該國西南部，由戈爾日縣負責管轄，面積28平方公里，海拔高度214米，2007年人口2,709，人口密度每平方公里97人。